# Myasishchev
Viện thiết kế thử nghiệm mang tên V. M. Myasishchev (Экспериментальный Машиностроительный Завод им. В. М. Мясищева) hay OKB-23, được Vladimir Myasishchev thành lập năm 1951. Là một trong những viện thiết kế hàng không vũ trụ hàng đầu của Liên Xô cho đến khi giải thể vào năm 1960. Vladimir Myasishchev trở thành người đứng đầu TsAGI. Năm 1967, Myasishchev rời TsAGI và tái thành lập lại viện thiết kế mang tên ông, và viện thiết kế này vẫn tồn tại cho tới ngày nay. Viện thiết kế này có tiền tố là "M." Tính đến năm 2003, số lượng công nhân viên của viện ước tính khoảng 1000 người. Myasishchev và NPO Molniya dự định sử dụng V-MT hoặc M-55 làm phương tiện phóng phục vụ cho các chuyến bay du lịch ở quỹ đạo thấp.

## Sản phẩm

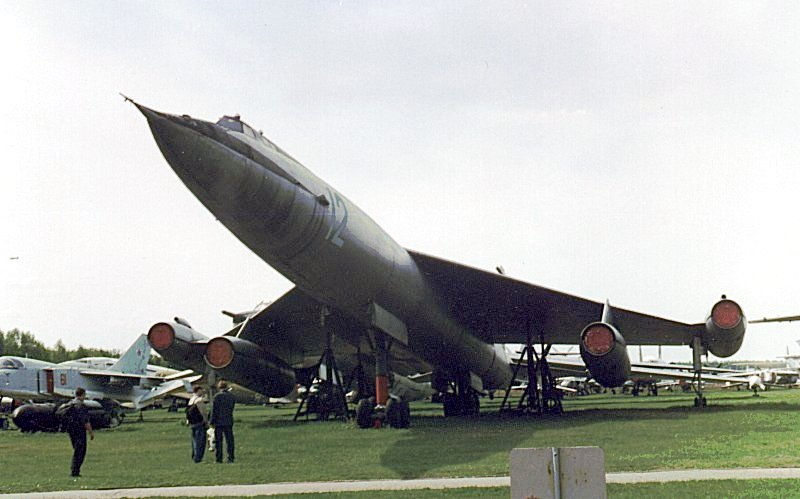
Myasishchev M-50

### Dân sự
- M-101 Gzhel/Duet
- M-112 và M-150
- Máy bay nông nghiệp M-500
- Space Adventures C-21
- Space Adventures M-55X

### Quân sự
- M-4 "Bison"
- M-18
- M-50 "Bounder"
- M-60
- M-103
- Buran program
- Cosmopolis XXI
- VKA-23
- VM-T 'Atlant'
- M-55 "Mystic"